# Alleanza Assicurazioni
Alleanza Assicurazioni (conosciuta anche solo come Alleanza) è una compagnia assicuratrice italiana fondata a Genova nel 1898. Molto attiva in Italia, specialmente nel ramo vita, fa parte del Gruppo Generali dal 1934 e fa capo a Generali Italia dal 2013.

## Storia

### L'epoca Mackenzie
Negli anni settanta dell'Ottocento Evan George Mackenzie aveva aperto a Genova un'agenzia di assicurazioni che rappresentava alcune importanti compagnie francesi, inglesi ed austriache. L'agenzia ebbe enorme successo e si trasferì al piano nobile del Palazzo della Meridiana dove lavoravano ottanta impiegati: era la più grande agenzia assicurativa in Italia.
Il 12 ottobre 1898, Mackenzie insieme a Giacomo Castelbolognesi, Enrico Rava e Giuseppe Corradi fondano Alleanza Assicurazioni. La compagnia ha un capitale nominale di quindici milioni e quello versato di un milione e mezzo di lire, e opera in tutti campi assicurativi. È la seconda più importante compagnia assicuratrice a Genova, città da cui eredita il suo simbolo: San Giorgio che uccide il drago.
Nel primo decennio del Novecento Alleanza contava già 345 agenzie, quasi tutte in Italia, ma alcune anche in Grecia, Turchia, Tunisia, Tripolitania, Malta e Spagna. 
Agli inizi del Novecento è una delle prime compagnie a dare possibilità di lavoro alle donne.
Fin dall'inizio il ramo vita aveva rappresentato il principale ambito della società e dal 1907 Alleanza fu l'unica compagnia assicuratrice italiana a specializzarsi nelle polizze popolari sulla vita e nelle polizze rivalutabili. Introdusse in Italia le polizze vita popolari, già diffuse all'estero, per le quali non era obbligatoria la visita medica e il premio poteva essere versato in rate mensili.
Nel 1912, proprio quando la realtà aziendale si stava dimostrando solida e affidabile, con il raggiungimento di un portafoglio di 13.000 contratti e di un capitale di 130.000.000 di lire, il governo Giolitti con la legge 305 procedette alla nazionalizzazione delle assicurazioni sulla vita e, come tutte le imprese attive nel settore, anche Alleanza Assicurazioni fu costretta a cedere il ramo vita all'INA.  Questo rappresentò una grave danno per la compagnia.
Il decreto legge 29 aprile 1923 reintrodusse la concorrenza per le assicurazioni sulla vita e nel 1924 Mackenzie decise di riorganizzare la compagnia, che avrebbe operato esclusivamente nel ramo vita. In questo nuovo quadro la direzione generale venne trasferita a Milano. La ristrutturazione diede ottimi risultati: furono riaperte trentatré agenzie e la raccolta premi aumentò del 36%.

### L'ingresso nel Gruppo Generali
Il 1934 è l'anno dell'acquisizione da parte di Generali e dell'inizio della direzione di Mario Gasbarri che la guiderà fino al 1978. Nell'immediato dopoguerra Alleanza deve fronteggiare la ripresa dopo gli anni della Seconda guerra mondiale; c'è la crescita, favorita dallo sviluppo consistente del mercato delle polizze popolari e continuerà a crescere anche negli anni cinquanta e sessanta. Negli anni sessanta Alleanza iniziò ad operare nel ramo infortuni.
Nel 1971 si quota alla Borsa di Milano. Nel 1977 era la sesta compagnia assicuratrice italiana.
Negli anni novanta sotto la presidenza di Alfonso Desiata, Alleanza Assicurazioni consolida la sua leadership nel ramo vita e inizia a distribuire prodotti Bancassurance tramite gli sportelli del Banco Ambrosiano Veneto. Dal 1998 si sono avvicendati al vertice: Sandro Salvati, presidente e amministratore delegato (1998-2004), Amato Luigi Molinari, presidente (26 gennaio 2005) e Andrea Mencattini, in precedenza amministratore delegato di Alleanza Toro.

### L'incorporazione in Generali e la fusione con Toro
Nel febbraio 2009 partì la fusione per incorporazione di Alleanza in Generali insieme a Toro Assicurazioni, avvenuta ufficialmente nel mese di ottobre, con conseguente conferimento delle attività assicurative di Alleanza e Toro in una nuova società controllata interamente da Generali e denominata Alleanza Toro S.p.A. Si trasferirono in essa le riserve tecniche, gli attivi patrimoniali a copertura delle stesse, e ulteriori elementi dell'attivo di Alleanza e Toro idonei a garantire la copertura di solvibilità. Il rapporto di concambio venne fissato in 0,33 azioni ordinarie di Generali per ogni azione ordinaria di Alleanza. Gli azionisti di Alleanza quindi ricevettero in cambio di ogni azione posseduta, con un valore nominale di 0,50 euro ciascuna, 0,33 azioni ordinarie Generali di nuova emissione dal valore nominale di 1 euro ciascuna.

### Alleanza oggi
Con effetto dal 31 dicembre 2013 Alleanza Assicurazioni torna a essere un marchio separato da Toro Assicurazioni e riprende il suo ruolo nel ramo vita, mantenendo il ramo danni acquisito e rafforzato dalla precedente fusione con Toro. 

A guidare Alleanza dal 6 ottobre 2014 è Davide Passero, in precedenza amministratore delegato di Genertel e Genertellife, mentre presidente è Andrea Mencattini.

Sotto la gestione di Passero, Alleanza nel 2017 ha completato la digitalizzazione della rete distributiva e ha ottenuto risultati finanziari in decisa crescita (9%).
A maggio 2024 è stata annunciata la fusione per incorporazione di Genertellife in Alleanza Assicurazioni; l'operazione è stata perfezionata il 1º gennaio 2025.

## Attività
Alleanza, al 31 dicembre 2022, ha:
- 1,9 milioni di clienti
- 10.000 consulenti assicurativi
- 6,3 miliardi di premi totali
- 40 miliardi asset in gestione

## La Fondazione Gasbarri
L’11 dicembre 1984, a un anno dalla sua scomparsa, viene creata la Fondazione Mario Gasbarri, in memoria del personaggio che ha guidato per quarantaquattro anni, prima come direttore generale e poi come presidente, Alleanza Assicurazioni.
La fondazione ha come scopo favorire la diffusione delle conoscenze in campo assicurativo e lo attua sostenendo, tramite borse di studio, gli studenti che frequentano corsi di perfezionamento e specializzazione in tali discipline.
Presieduta da Andrea Mencattini, la fondazione collabora con alcuni atenei italiani: MIB Trieste, LUISS, Università Cattolica, Università degli Studi di Salerno, Università degli Studi di Napoli Federico II, Università degli Studi "Niccolò Cusano".